# Санфорд
Санфорд (на английски: Sanford) е град във Флорида, Съединени американски щати, административен център на окръг Семинол. Разположен е при езерото Монро. Населението му е 59 317 души (по приблизителна оценка от 2017 г.).
В Санфорд е роден тенисистът Джим Къриър (р. 1970).